# 빌둥
도야(陶冶, 독일어: Bildung 빌둥[ˈbɪldʊŋ][*])은 독일 교육학 전통의 개념으로, 철학과 교육이 개인의 태도에 녹아들어 인격적, 문화적으로 성숙한 사람이 되도록 스스로를 갈고닦는 것을 말한다. 이 성숙은 더 큰 사회속에서 정신(mind), 마음(heart)을 조화시켜 총체적인 자기다움(selfhood)을 유지하는 것이다. 이러한 개인은 성장소설(빌둥스로망)에서 구체화되었다.

## 개요
영어의 culture도 이 독일어를 번역한 것이며 culture가 경작, 양육의 의미를 가지고 있는 것과는 달리 Bildung은 형성, 교화, 과정을 뜻한다.
정신, 마음, 자기다움, 정체성(identity)을 조화시키는 과정은 스스로 신념을 만들어가며 자기를 변화시켜야 달성가능한 것이다. 게오르크 빌헬름 프리드리히 헤겔의 글에는 개인의 성장은 "당연한 것"으로부터의 처철한 소외를 통해 자신을 재구성하여 이루어지는 것으로 묘사된다. 사회도 마찬가지다. 개인들의 자유로운 발산은 재능과 능력의 자유로운 계발을 이끌어내고 그것이 다시 합일될 때 사회적 재구성도 이루어진다. 이것은 결과가 아닌 과정이며 개인적, 사회적 합일은 끝없는 부정을 통해야 얻을 수 있는 것이다.
이런 관점에서, 교육은 인간이 타고난 지적 기술과 인간성을 만들어나가는 것과 관련이 있다. 그래서 도야란 되어감의 과정을 말하는 것이며 실존주의적이라고도 할 수 있다.
헤겔은 욕구가 지배하는 것처럼 보이는 시장조차도 개인의 성장을 다듬는 역할을 하며 그 시장조차도 누차에 걸친 다듬기의 산물임을 지적한다. 시장은 이기주의로 움직이지만 타인의 이익을 배려하지 않으면 작동하지 않는 것이다. 이 다듬기, 형성, 도야가 바로 도야의 의미이다. 근대사회는 오랜시간동안의 축적과 다듬기를 통해 이전시대와 다르게 변화해온 것이다.
도야라는 말은 빌헬름 폰 훔볼트 가 말한 고등교육 모델과도 상통한다. 훔볼트의 교육관은 지식이나 기술의 단순한 습득이 아니라 평생교육이다. 훈련을 통한 습득은 독일어 Erziehung(양육) Ausbildung(교육)에 드러나있는 것이며 Bildung은 그와 대조적으로 개인이 삶 뿐만 아니라 영적, 정서적 감성을 고양시키는 과정이고 지속적인 확장과 성장을 위해 획득하는 개인적 사회적 기술이다. 도야는 자기반성으로 자신을 더 자유롭고 높은 곳에 가져가는 길이다.
훔볼트는 1793년에 이렇게 썼다. "도야, 진리, 도덕은 인간 정신의 어디에나 있어야 한다. 그 정신은 개개인을 위대하고 존엄한 존재로 만들 것이다. 하지만 이것은 개인들이 스스로 성취해야 하는 것이다. 개인은 세상이 전하는 수많은 것과 자기 내면에 존재하는 것들을 흡수해야 한다. 이를 위해 개인은 자기 감성의 모든 잠재력을 끌어내야 하며 가진 모든 에너지를 이용해 흡수한 것들을 다시 반죽해야 한다. 그 과정에서 개인은 자기 본성과 자연 사이의 충돌과 화학반응을 만들어내야 한다.".
의지는 이런 도야의 과정을 거쳐 진정한 자유를 얻는다. 사유하는 지성이 되는 것으로 이는 단순히 이론적이거나 지적인 면을 가리키는 것이 아니고 실천을 전제로 하는 것이다. 자신의 자유에 대해 인지할 수 있고 그 의지가 어디로 향하는지 알고 있는 지성을 말한다.
토니 워터스는 도야에 대해 좀 더 현대적인 논의를 진행했다. "독일 생활 2년차가 되어 도야라는 개념을 발견했다. 그것은 독일 고등교육이 출세주의와 훈련을 위한 훈련에 빠지지 않을 수 있게 해주는 문화적 원칙이었다. 그것은 흔히 교육(education)이라고 번역되지만 사실 자기계발, 철학, 인간적 문화적 성숙, 실존주의 등의 개념들을 모두 포괄하고 있는 것이다. 도야는 자격증 집착, 돈의 유혹, 전문가주의, 출세주의가 판치는 대학에서 시인과 사상가들이 내지르는 외침이다.."
이렇게 개인이 자기 재능과 능력을 발달시킬 수 있도록 해주면 결국 개인은 자기 사회의 발달을 위해 노력하게 된다. 도야는 단지 현재의 사회정치적 상황을 그대로 받아들이게 하는 것이 아니고 사회에 비판적 의식을 가진 개인들을 길러내야 결국 사회를 이상적으로 바꿔나갈 수 있는 방향을 지향한다.

## 같이 보기
- 교양
- 지혜